# کاریان کلیبوکر
کاریان کلیبوکر (انگلیسی: Carien Kleibeuker؛ زادهٔ ۱۲ مارس ۱۹۷۸) اسکیت‌باز سرعت اهل پادشاهی هلند است.